# The European Library
The European Library (A Biblioteca Europeia), também designada pelo acrónimo TEL,  é um serviço não comercial promovido  pela CENL-Conference of European National Librarians e visa disponibilizar o acesso via internet aos recursos culturais europeus proporcionados pelas bibliotecas nacionais aderentes.
O serviço proporcionado destina-se a quem procure não só material escrito, livros, revistas, jornais, como também referências a livros disponíveis sobre os mais variados assuntos, e ainda mapas, cartazes, gravações audio ou vídeo, fotografias, músicas e outros.

## História
O portal The European Library foi criado no âmbito do "quinto quadro comunitário de apoio" da União Europeia. O projecto que levou à sua criação durou de 2001 a 2004 e envolveu nove bibliotecas nacionais: Alemanha, Eslovénia, Finlândia, Itália (bibliotecas nacionais de Florença e de Roma), Países Baixos, Portugal, Reino Unido e Suiça.
O portal TheEuropeanLibrary.org foi lançado em 17 de Março de 2005. Desde esta data as bibliotecas de vários outros países têm vindo a aderir ao projecto que conta actualmente com as colecções de 23 membros: Alemanha, Áustria, Croácia, Chipre, Dinamarca, Eslováquia, Eslovénia, Estónia, Finlândia, França, Hungria, Itália (biblioteca de Florença e instituto nacional de catalogação de Roma), Letónia, Lituânia, Malta, Países Baixos, Polónia, Portugal, República Checa, Sérvia, Suíça e Reino Unido.
No portal estão disponibilizadas ligações para os sítios web de 21 outras bibliotecas nacionais.

## Alargamento e evolução
Com o apoio financeiro da União Europeia o projecto The European Library é a base da EDL-European Digital Library (biblioteca digital europeia) que agregará o espólio cultural europeu, não só de bibliotecas nacionais, como também de museus, arquivos e outros locais onde se encontre exposto algum tipo de património cultural.
No âmbito do projecto EDL que decorre entre 2006 e 2008, estão também sendo desenvolvidos esforços no sentido do alargamento às nove bibliotecas de países ou territórios da União Europeia ou da EFTA ainda não aderentes: Bélgica, Espanha, Grécia,  Irlanda, Islândia, Liechtenstein, Luxemburgo, Noruega e Suécia.

## Características
The European Library possui um sítio web desenvolvido em vinte línguas nacionais, entre as quais o português, através do qual é possível pesquisar as existências das 23 bibliotecas nacionais aderentes.
Actualmente (Maio de 2007) a The European Library disponibiliza a consulta de 150 milhões de referências, estando este número em constante progressão face à integração por parte das bibliotecas participantes, de referências a novas colecções.
A sede da The European Library é na Biblioteca Nacional dos Países Baixos situada em Haia.

## O portal
O portal disponibiliza pesquisas simples ou avançadas por diferentes critérios, nomeadamente título, autor, assunto, tipo de suporte, língua, ISBN, ISSN. A pesquisa pode ainda ser limitada a uma única biblioteca ou alargada a todo o espólio.
Podem ainda ser efectuadas pesquisas por colecções temáticas: mapas e atlas, cartografia, fotografias, cartazes e imagens, retratos, literatura infantil, obras digitalizadas, jornais e periódicos, manuscritos, colecções de música, religião, artigos científicos, teses e dissertações.
Ao longo de todo o portal está disponível uma ajuda (também em português) sobre a operação ou opções disponíveis.

### Acesso ao portal
Desde Março de 2007 passou a ser possível integrar a caixa de busca da The European Library, chamada mini library em qualquer sítio web que o pretenda.